# Bräunlingen
Bräunlingen är en stad i Schwarzwald-Baar-Kreis i regionen Schwarzwald-Baar-Heuberg i Regierungsbezirk Freiburg i förbundslandet Baden-Württemberg i Tyskland.  Den ligger vid Breg, en av Donaus källfloder.
Staden ingår i kommunalförbundet Donaueschingen tillsammans med städerna Donaueschingen och Hüfingen.